# یونگلینستر
یونگلینستر (به لوکزامبورگی: Jonglënster) یک شهرداری در استان گرونماخر کشور لوکزامبورگ است که ۵۵٫۳۸ کیلومترمربع مساحت دارد و جمعیت آن در سال ۲۰۰۹ میلادی ۵۹۱۸ نفر بوده‌است.